# Sachtitel
Der Begriff Sachtitel bezeichnet in den Regeln für die alphabetische Katalogisierung die sachliche Benennung eines bibliographischen Werkes. Dies können beispielsweise Buchtitel oder Zeitschriftentitel sein. Der Begriff stammt aus der Formalerschließung. Ein für sämtliche Ausgaben eines Werks innerhalb eines bibliographischen Systems einheitlich verwendeter Sachtitel ist der Einheitssachtitel.
Daneben wird zwischen Haupttitel, Titelzusätzen und Paralleltitel (u. a. für Übersetzungen) unterschieden.
Die insbesondere im Bestellwesen des Buchhandels gebräuchlichen Abkürzungen des Sachtitels werden als Kurztitel bezeichnet (zum Beispiel statt Thomas Mann: Joseph und seine Brüder kurz Mann: Joseph).